# Comanche Station
Comanche Station (Brasil: Cavalgada Trágica / Portugal: Emboscada Fatal) é um filme norte-americano de 1960, do gênero faroeste, dirigido por Budd Boetticher e estrelado por Randolph Scott e Nancy Gates.

## Notas sobre a produção

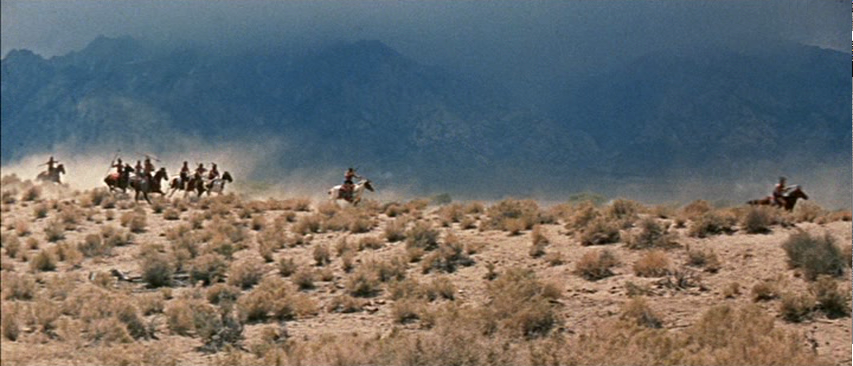
Os comanches atacam.

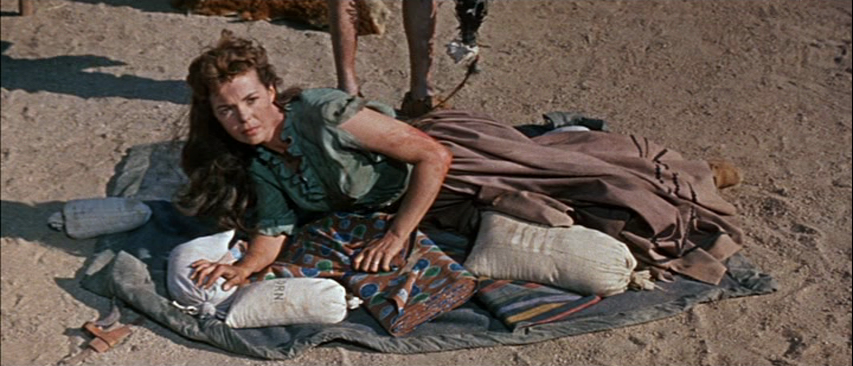
Nancy Gates em cena do filme.